# アル＝アシュラフ・ムーサー
アル＝アシュラフ・ムーサー（1245年 - ？）は、エジプトのアイユーブ朝の第9代スルタン（在位：1250年 - 1254年）。

## 生涯
父はアイユーブ朝の第5代スルターンであったアル＝カーミル・ムハンマド2世の子、マスウードである。第8代スルターンで従兄のトゥーラーン・シャーが殺害された後、継母によるシャジャル・アッ＝ドゥッルによってバフリー・マムルーク朝が創設されたが、女性であったことから3ヵ月後にはマムルーク軍の総司令官だったムイッズ・アイバクと結婚し、彼が第2代のマムルークのスルターンに即位した。
ところが、アイバクは正確にはバフリー・マムルーク出身者で無かったためにこの即位に国内から不満があがり始めた。さらにシリアをはじめとしてエジプト各地に乱立していたアイユーブ王族系の面々もカイロを奪い返すために虎視眈々とマムルーク朝を狙っていた。このため、アイバクはアイユーブ王族との緩和を図って幼少の縁者であったムーサーをスルターンとして即位させ、カイロは2人のスルターンによって支配されるという体制をとった。ただしいうまでもなく、ムーサーは傀儡に過ぎず、実権はアイバクの手にあった。1251年にはアイユーブ朝の残党を追討するために軍を率いて侵攻し、サーリヒィヤで多くのアイユーブ残党を壊滅させた。しかしナセル・ユースフのみは逃走し、アイバクはこれらの勢力との戦いを続けたが、モンゴル侵攻がイスラム世界にまで及ぶに至ってナセルに講和を求めて了承された。これにより、アイユーブ王族が正式にマムルーク朝を認めたことになった。
そして1254年、用済みになったムーサーはアイバクによって捕らえられて幽閉された。こうしてアイユーブ朝の本流は形式的にも歴史の表舞台から姿を消すことになったのである。